# Neuroradiologia interventistica

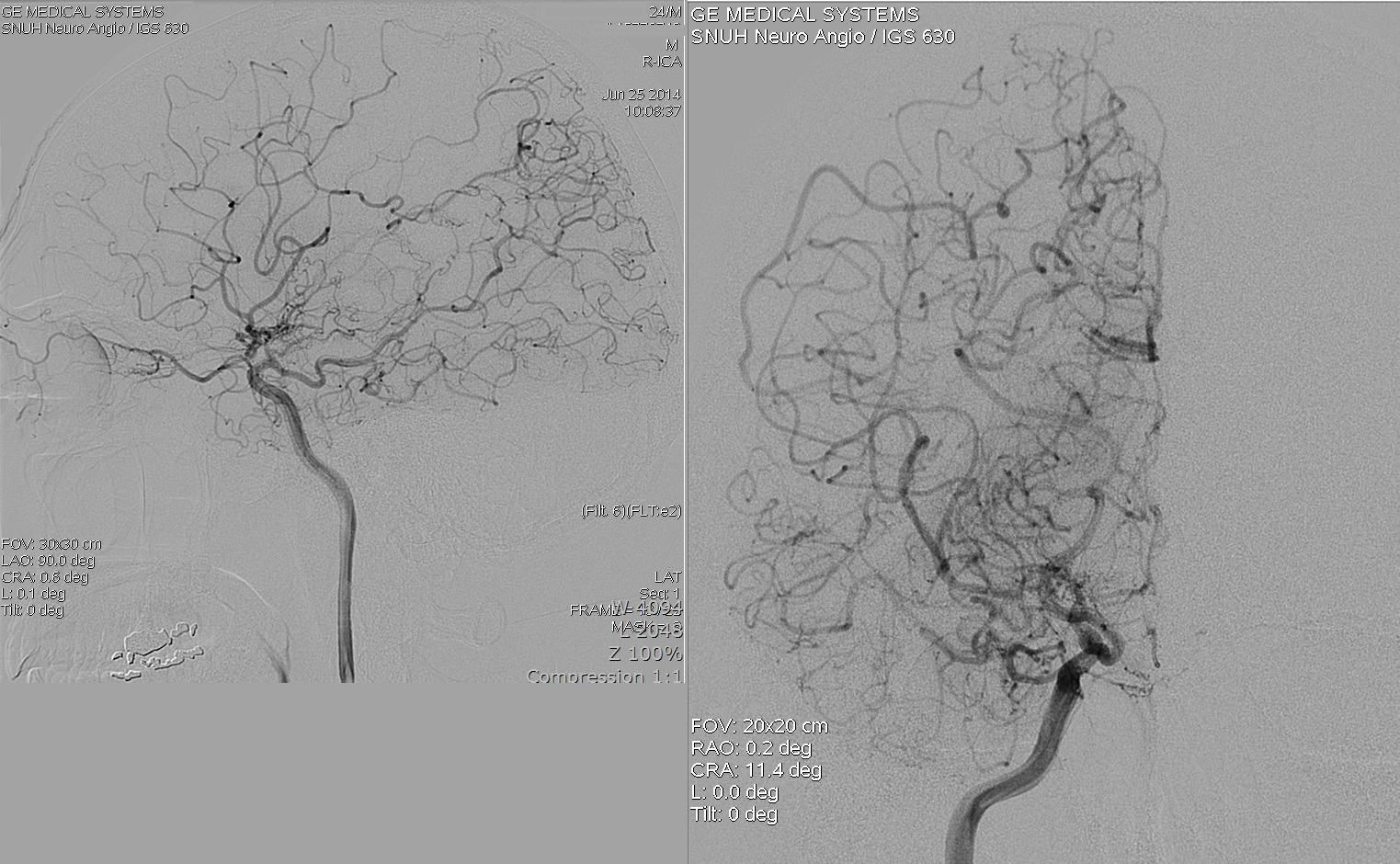
Angiogramma cerebrale

La neuroradiologia interventistica, anche nota come Neurointerventistica, è una branca della medicina riconosciuta dall'UEMS specializzata nell'impiego di tecnologie e procedure mini-invasive basate sull'imaging e impiegate nella diagnosi e nel trattamento di patologie della testa, del collo e del rachide. La neurointerventistica è eseguita da medici specialisti in radiologia che abbiano effettuato un training nelle procedure neuro-endovascolari.
All'interno della disciplina si distinguono solitamente due diverse branche:
- Neuroradiologia interventistica vascolare, che impiega le tecniche dell'angiografia cerebrale per la diagnosi e il trattamento di patologie vascolari del sistema nervoso centrale. Per via percutanea transfemorale si fanno navigare dei cateteri (piccoli tubicini) all'interno del sistema vascolare arterioso o venoso fino a raggiungere il vaso di interesse; qui si eseguono iniezioni selettive di piccole dosi di mezzo di contrasto iodato e si acquisiscono radiografie seriate per lo studio dinamico del flusso. In casi selezionati è possibile passare dallo studio angiografico diagnostico al trattamento attraverso il medesimo approccio per eseguire embolizzazione di aneurismi e malformazioni artero-venose, rivascolarizzazione di arterie occluse (ictus ischemico), posizionamento di stent carotidei.
- Neuroradiologia interventistica extravascolare, con applicazioni prevalenti in ambito spinale (vertebroplastica, infiltrazioni, ablazione a radiofrequenza).

## Storia

### L'angiografia diagnostica
Le prime forme di angiografia cerebrale furono sviluppate dal medico portoghese Egas Moniz presso la Università di Lisbona col fine di diagnosticare numerose patologie del sistema nervoso come tumori o malformazioni artero-venose. Eseguì la prima angiografia cerebrale a Lisbona nel 1927, iniettando del mezzo di contrasto iodato (opaco alle radiazioni X) in una carotide e utilizzando i raggi scoperti 30 anni prima da Roentgen per visualizzare i vasi cerebrali. In epoca pre-TC e pre-RM, si trattava del solo modo di osservazione delle strutture interne al cranio e veniva impiegato anche per diagnosticare patologie extravascolari.
Successivamente radiologi europei svilupparono la tecnica sostituendo la traumatica puntura diretta con il cateterismo: nel 1953 il medico svedese Sven Seldinger introdusse la tecnica del cateterismo arterioso e venoso che porta il suo nome. Nel 1964 il radiologo norvegese Per Amudsen fu il primo a eseguire una angiografia cerebrale completa (opacizzando tutti i tronchi sopraortici) con approccio transfemorale, come avviene tutt'oggi; successivamente si spostò a San Francisco a insegnare la tecnica ai neuroradiologi americani. Queste due tappe, alla base della moderna diagnostica vascolare invasiva, aprirono la strada ai successivi sviluppi terapeutici.

### I primi trattamenti: occlusione con pallone
Il primo ad eseguire un vero e proprio trattamento per via endovascolare fu Charles Dotter, il padre dell'angioplastica e oggi ritenuto da molti il padre di tutta la radiologia interventistica nonché il primo ad aver effettuato un trattamento endovascolare. Il 16 gennaio 1964 eseguì una angioplastica terapeutica di una arteria femorale superficiale in una donna di 82 anni con una gamba ischemica che rifiutava l'amputazione. L'arteria rimase aperta per i successivi 2 anni e mezzo, dopo i quali la donna morì per una polmonite.
Tra la fine degli anni '60 e l'inizio degli anni '70 numerosi pionieri lavorarono sullo sviluppo delle prime metodiche terapeutiche sull'albero vascolare cerebrale: Fedor Serbinenko in Russia, Gerard Debrun in Canada, Grant Hieshima a San Francisco. Questi specialisti sviluppareno le tecnica di chiusura di grandi aneurismi per mezzo di palloncini distaccabili che venivano rilasciati nell'arteria carotide interna occludendone il lume. Questa tecnica fu successivamente perfezionata dai neuroradiologi di tutto il mondo e può essere considerata la prima procedura di neuroradiologia interventistica ad essere stata sviluppata.
Parallelamente allo sviluppo dei cateteri, nelle unità di radiologia e neuroradiologia si sviluppava la tecnologia di immagine: Charles Mistretta nel 1979 inventava l'angiografia a sottrazione digitale (DSA), la tecnica ad oggi in uso. Consiste nell'esecuzione di una radiografia del cranio in condizioni di base che viene poi "sottratta" all'immagine in corso di iniezione per fornire un'immagine in cui vengono visualizzati i soli vasi cerebrali, con profondo miglioramento delle potenzialità diagnostiche della metodica.

### Le spirali sostituiscono i palloni
La moderna neurointerventistica si giovò poi del lavoro di due illustri studiosi italiani: Cesare Gianturco e Guido Guglielmi. Il primo era un uomo geniale che combinava una profonda conoscenza della diagnostica radiologica con una grande capacità di risolvere problemi tecnici e manuali. Inventò le spirali di Gianturco, con cui effettuò i primi tentativi di embolizzazione di arterie e aneurismi. Gianturco brevettò inoltre il primo stent endovascolare approvato dalla FDA americana; un dispositivo che avrebbe avuto un'eredità molto feconda. Nella seconda metà degli anni '80 Hilal fu il primo, alla Columbia University, a utilizzare delle spirali per embolizzare degli aneurismi cerebrali; ma tale tecnica era imprecisa e pericolosa, perché le spirali venivano rilasciate con scarso controllo ed il rischio di occludere il vaso da cui originava l'aneurisma. L'embolizzazione con spirali venne rivoluzionata dal neurochirurgo italiano Guido Guglielmi, che nel corso di studi su spirali ed elettrotrombosi si accorse che l'elettricità poteva funzionare come meccanismo di distacco controllato delle spirali; nel 1991 pubblicò due lavori che trattavano dell'embolizzazione degli aneurismi cerebrali per mezzo di spirali di platino distaccabili. Il trattamento degli aneurismi venne così reso più accessibile e sicuro.

### Nuove tecniche: gli stent a diversione di flusso
A partire dal 2008 fu osservato che alcuni stent posizionati per il contenimento delle spirali nella sacca aneurismatica favorivano la redirezione del flusso ematico, contribuendo ad escludere l'aneurisma dal circolo. Vennero quindi sviluppati i dispositivi a diversione di flusso ("flow diverter"), che hanno la funzione di ricostruire il vaso sede dell'aneurisma senza chiudere le branche collaterali (nel cervello il posizionamento di stent ricoperti è fortemente sconsigliabile per il rischio di chiudere piccoli rami collaterali e causare un'ischemia).

### Non solo emorragie: il trattamento dell'ictus ischemico
Tra il gennaio ed il giugno 2015 sono stati pubblicati sul New England Journal of Medicine 5 importanti studi randomizzati realizzati con la collaborazione di neuroradiologi interventisti e neurologi (nei Paesi Bassi, in Canada, in Australia, negli USA e in Spagna) sul ruolo della trombectomia meccanica nel trattamento dell'ictus ischemico, dimostrando che, se eseguito in centri di comprovata esperienza, il trattamento intra-arterioso meccanico risulta più efficace rispetto a quello tradizionale (iniezione di trombolitico per via sistemica endovenosa). Nel 2015 in Italia sono già circa 40 le unità di neuroradiologia interventistica attrezzate per eseguire queste procedure, e nello stesso anno sono sul territorio nazionale state eseguiti oltre 1.000 trattamenti di trombectomia meccanica.

## Patologie e condizioni cliniche
Interventistica vascolare:
- Ictus ischemico
- Aneurismi cerebrali
- Malformazioni artero-venose (MAV)
- Fistole artero-venose durali
- Meningiomi
- Epistassi

Interventistica extravascolare:
- Crollo vertebrale
- Biopsia vertebrale
- Lombalgia
- Ernia discale